# Wilgotnica karminowa

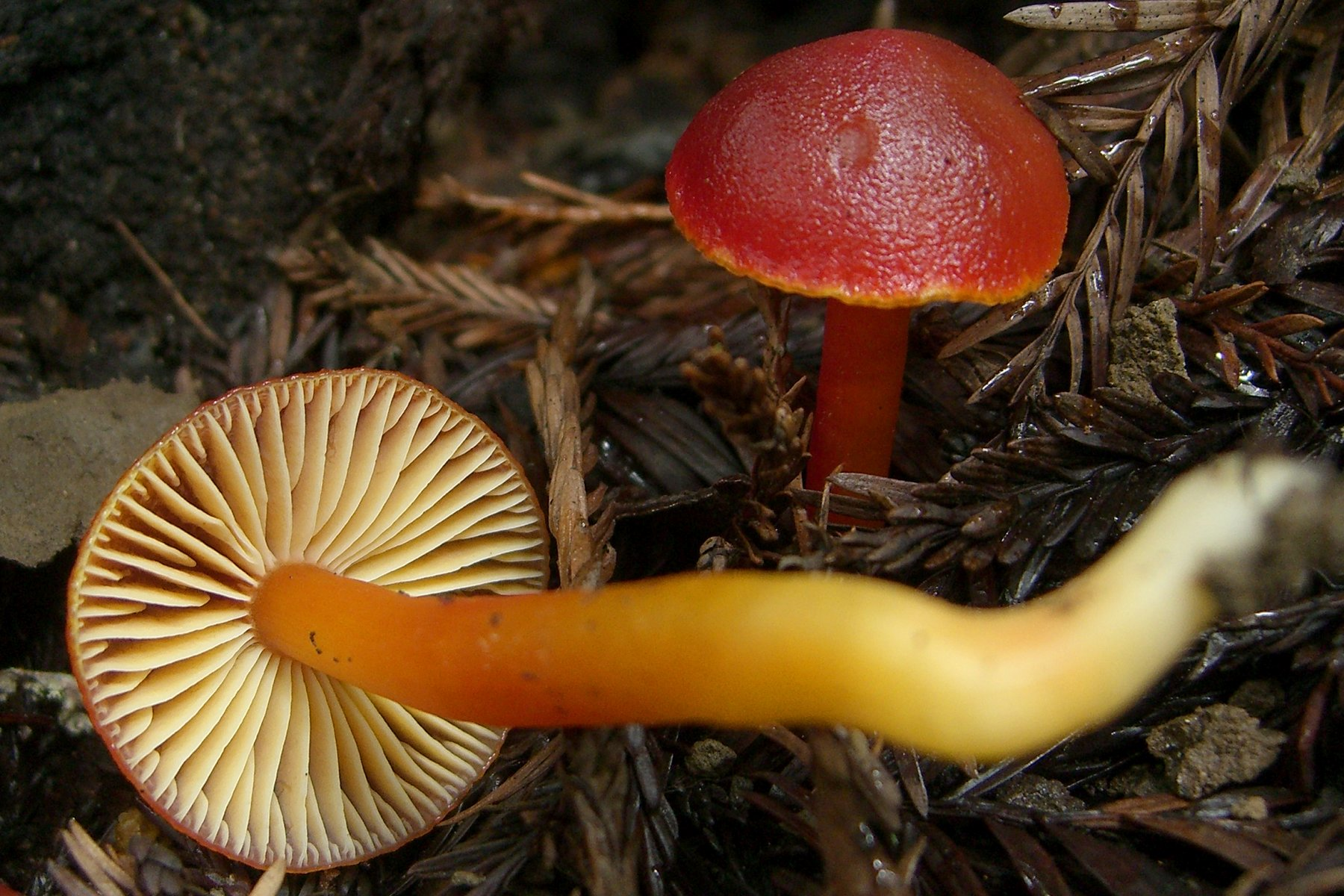

Wilgotnica karminowa (Hygrocybe punicea (Fr.) P. Kumm.) – gatunek grzybów z rodziny wodnichowatych (Hygrophoraceae).

## Systematyka i nazewnictwo
Pozycja w klasyfikacji według Index Fungorum: Hygrocybe, Hygrophoraceae, Agaricales, Agaricomycetidae, Agaricomycetes, Agaricomycotina, Basidiomycota, Fungi.
Po raz pierwszy takson ten zdiagnozował w 1821 r. Elias Fries nadając mu nazwę Agaricus puniceus. Obecną, uznaną przez Index Fungorum nazwę nadał mu w 1871 r. P. Kumm..
Synonimów naukowych ma ok. 15:
Nazwę polską podali Barbara Gumińska i Władysław Wojewoda w 1968 r. W polskim piśmiennictwie mykologicznym gatunek ten opisywany był też jako wodnicha karminowa i wodnicha pąsowa.

## Morfologia
Kapelusz
Średnica od 5 do 12 cm, u młodych owocników stożkowato dzwonkowaty, u starszych rozpostarty, zawsze z garbem. Powierzchnia naga, lepka i śliska. U młodych owocników ma barwę szkarłatną, potem blaknie do krwistoczerwonej, w końcu u starszych owocników do żółtoczerwonej.
Blaszki
Kruche, początkowo przyrośnięte, później wolne, rzadkie, grube, brzuchate. Mają barwę od żółtej przez kremową do szarożółtej. Ostrza gładkie.
Trzon
Wysokość od 6 do 10 cm, średnica od 1 do 2 cm, walcowaty, w podstawie zwężony, młody – pełny, u dojrzałych okazów rurkowaty. Powierzchnia podłużnie delikatnie włóknista o barwie czerwonej, pomarańczowoczerwonej, czerwonożółtej, u podstawy białawożółtawej.
Miąższ
Cienkomięsisty, soczysty, młody – biały, później żółtopomarańczowy, pod skórką kapelusza ciemnoszaroczerwony. Smak i zapach niewyraźne.
Wysyp zarodników
Biały.

## Występowanie i siedlisko
W Polsce gatunek rzadki. Znajduje się na Czerwonej liście roślin i grzybów Polski. Ma status R – potencjalnie zagrożony z powodu ograniczonego zasięgu geograficznego i małych obszarów siedliskowych. Znajduje się na listach gatunków zagrożonych także w Belgii, Szwajcarii, Niemczech, Danii, Norwegii, Holandii, Szwecji.
Pojawia się od sierpnia do października na podgórskich i górskich łąkach oraz pastwiskach.

## Znaczenie
Grzyb jadalny, nadający się na sosy i zupy. W czasie gotowania zabarwia wodę na czerwono.

## Gatunki podobne
Wilgotnica okazała (Hygrocybe splendidissima) jest smuklejsza, kapelusz ma pomidorowoczerwony, trzon na żółtym tle pomarańczowo włóknisty, zaś miąższ żywo pomarańczowy. Wilgotnica szkarłatna (Hygrocybe coccinea) ma kapelusz czereśniowoczerwony, miąższ czerwony, zaś blaszki szeroko przyrośnięte do trzonu.